# Тереза — злодійка
«Тереза — злодійка» (італ. «Teresa la ladra») — італійська кінокомедія режисера Карло Ді Пальми з Монікою Вітті у головній ролі, випущена 11 жовтня 1973 року.

## Сюжет
Тереза виросла в багатодітній родині, очолюваної батьком-тираном, і практично не знала дитинства. Народивши позашлюбну дитину, вона отримала чоловіка «за рознарядкою» від фашистської партії, але її чоловік не повернувся з війни, а дитину відняла держава. Щоб якось прогодуватися, дівчина почала красти і швидко опинилася у в'язниці. Пройшовши свої перші університети, Тереза продовжила займатися тим єдиним, що вміла в життя, продовжуючи сподіватися на щастя й удачу.

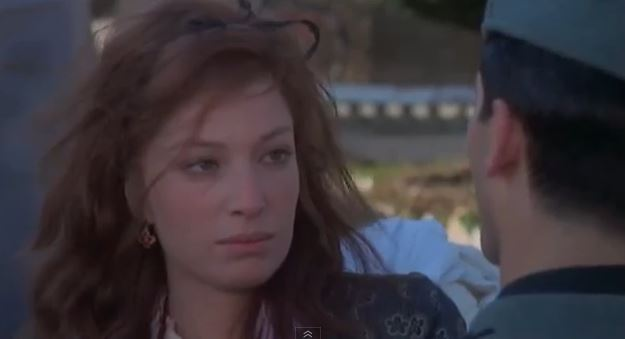
Моніка Вітті у ролі Терези (кадр з фільму)

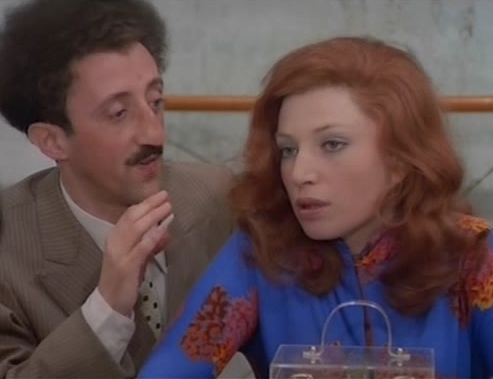
Актори Карло Делле П'яне і Моніка Вітті (кадр з фільму)

## У ролях
| Моніка Вітті         | ···· | Тереза         |
| Стефано Сатта Флорес | ···· | Ерколетто      |
| Іза Даніелі          | ···· | Діна           |
| Карло Делле П'яне    | ···· | Оккілустрі     |
| Мікеле Плачідо       | ···· | Тоніно Сантіта |
| Валеріано Валлоне    | ···· | Сісто          |
| Лучана Туріна        | ···· | Джанна         |

## Знімальна група
| Режисер    | ···· | Карло Ді Пальма                                     |
| Сценарій   | ···· | Адженоре Інкроччі, Дачія Мараїні, Фуріо Скарпеллі   |
| Продюсер   | ···· | Джованні Бертолуччі                                 |
| Оператор   | ···· | Даріо Ді Пальма                                     |
| Композитор | ···· | Ріц Ортолані                                        |
| Художник   | ···· | Лучано Річчері, Адріана Берселлі, Емануеле Тальєтті |
| Монтаж     | ···· | Руджеро Мастроянні                                  |